# Christian Noack

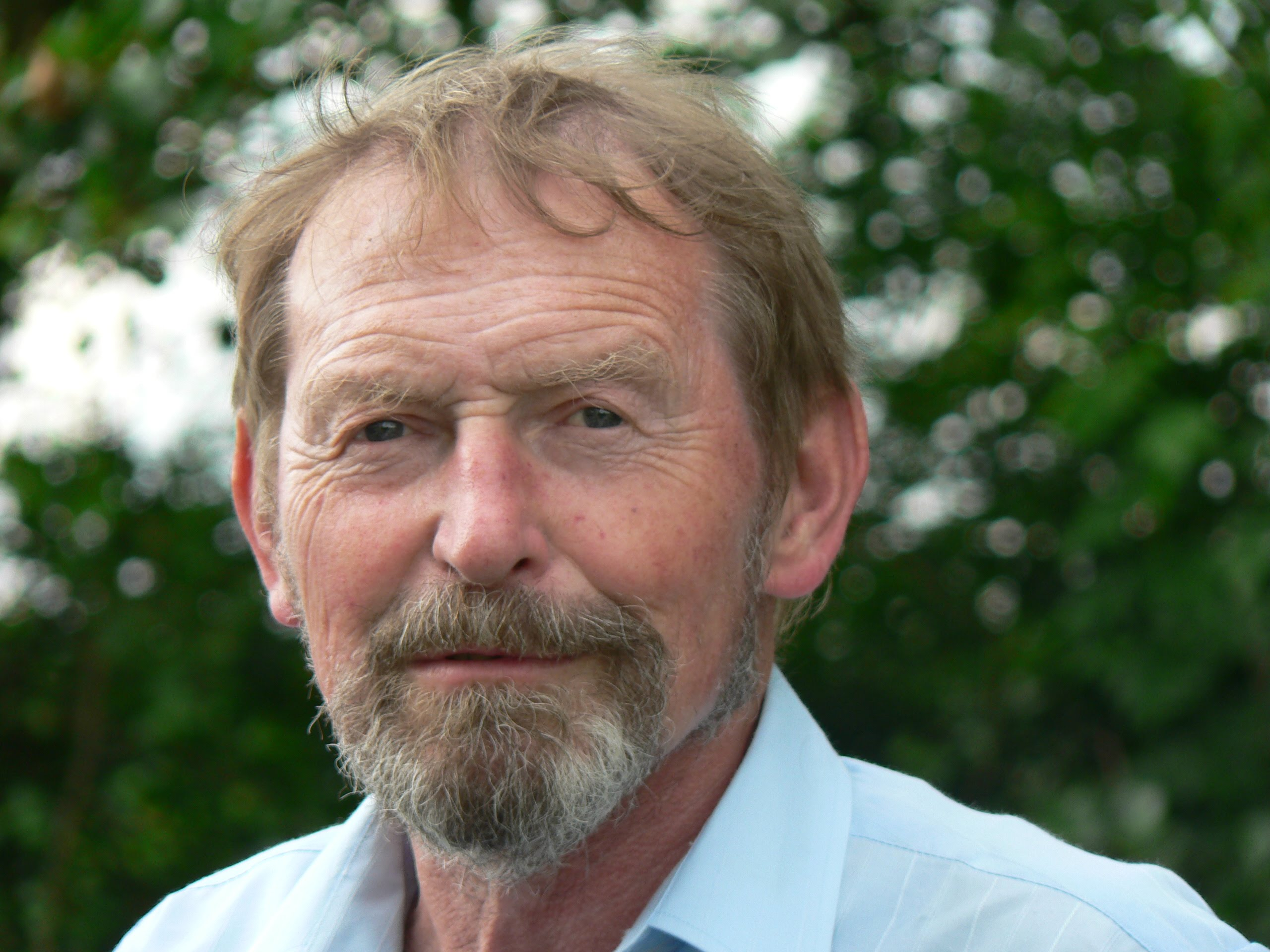
Christian „Krischan“ Noack, 2007

Karl Hans Christian Noack (geb. 28. April 1937 in Glauchau; gest. 5. März 2018 in Berlin), genannt Krischan, war ein deutscher Biophysiker, Autor, Regisseur und künstlerischer Leiter einer Gruppe von Amateur-Puppenspielern der Humboldt-Universität.

## Leben
Während des Studiums der Physik an der Universität Leipzig besuchte Christian Noack auch Vorlesungen zur Germanistik und Kunstgeschichte und trat der Spielschar der evangelischen Studentengemeinde bei, die er später leitete. Nach erfolgreichem Abschluss des Studiums arbeitete er als wissenschaftlicher Assistent und hielt als Lehrbeauftragter Physik-Vorlesungen. Ab 1967, während der Arbeit an seiner Dissertation auf dem Gebiet der Biophysik, schrieb Noack auch Stücke für Kindertheater. Nach Verleihung des akademischen Grades Dr. rer. nat. im Jahre 1968 nahm er eine Tätigkeit als wissenschaftlicher Mitarbeiter im Organisations- und Rechenzentrum der Humboldt-Universität Berlin auf, wo er ab 1971 als stellvertretender Forschungsdirektor die Leitung der Abteilung „Mathematische Modellierung“ übernahm.
Zwei Jahre später gründete er das Amateur-Puppentheater der Humboldt-Universität („apt“), für das er als künstlerischer Leiter Stücke schrieb und mit der Theatergruppe inszenierte. 1983 – 1990 arbeitete Noack als freischaffender Autor und Regisseur. Das „apT“ erhielt zahlreiche Einladungen im In- und Ausland und zur Teilnahme an nationalen und internationalen Wettbewerben. Im Rahmen seiner schriftstellerischen Tätigkeiten war er seit 1983 Mitglied des Theaterverbands der DDR und der UNIMA (Union internationale de la marionnette) und ab 1988 Vorstandsmitglied des UNIMA-Zentrums der DDR sowie ab 1991 Vorstandsmitglied des UNIMA-Zentrums der Bundesrepublik.
1989, nachdem Noack sich in ökologischen und politischen Diskussionskreisen engagiert hatte, unterschrieb er den Aufruf des „Neuen Forums“ und trat der Bürgerbewegung „Demokratie Jetzt“ bei, deren Bundesgeschäftsführer er in den Jahren 1990–91 war. Von 1992 bis zu seiner Berentung arbeitete Noack als Bildungsreferent in dem kulturell-psychosozialen Projekt „Das Haus, Begegnungsstätte für Kindheit“ e.V. Die Leitung des Figurentheaters legte er 2013 aus gesundheitlichen Gründen nieder.

## Auszeichnungen (für Aufführungen des apT)
- 1978 Diplom beim VIII. Treffpunkt der Puppentheater in Erfurt
- 1980 Goldmedaille bei den Arbeiterfestspielen in Rostock als hervorragendes Volkskunstkollektiv
- 1994 Fritz-Wortelmann-Preis der Stadt Bochum für „Traumzeit“[1]
- 2001 Fritz-Wortelmann-Preis der Stadt Bochum für „Die Inseln“[1]

## Stücke (Auswahl)
- 1972 Sechse kommen durch die Welt[4][5]
- 1973 Der kleine Prinz (nach Antoine de Saint-Exupéry)[2]
- 1979 Die Argonautensage (abgedruckt in tdz 11/1980)[6]
- 1980 Arenia, hurra![7]
- 1984 Fräulein Paulmanns Heirat (nach „Der goldene Topf“ von E.T.A. Hoffmann)[8]
- 1988 Spektakel von Leben und Tod (Gemeinschaftsprojekt von fünf Gruppen, verfasst und geleitet von Ch. Noack)[9]
- 1990 Die letzten Tage der Königin
- 1998 Gilgamesch und Enkidu[10][11]
- 2001 Die Inseln
- 2004 Meyer oder Lehmann

## Veröffentlichungen
- Die Argonautensage, tdz, 11/1980[6]
- Arenia, hurra!, tdz, 06/1981[7]
- Gilgamesch und Enkidu, tdz, 08/1984[10]
- Christian Noack, Stücke für Figurentheater, Frankfurt a. M. 2006, ISBN 3-935011-58-X